# AMPS

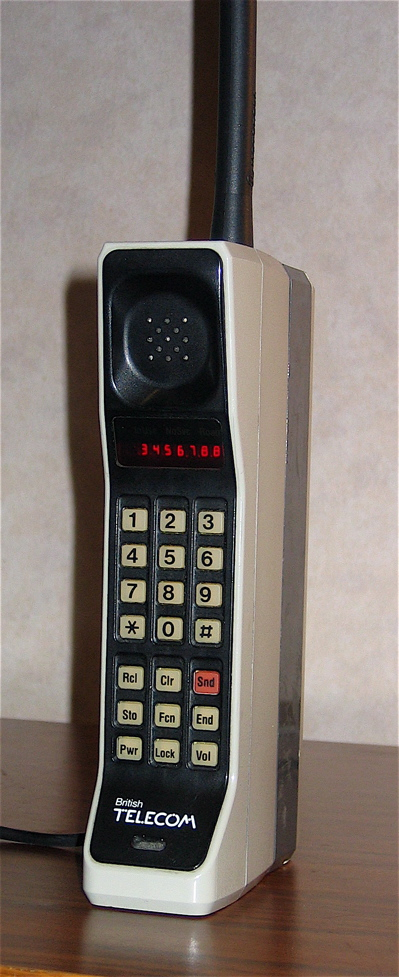
모토롤라 DynaTAC 8000X AMPS 이동 전화

AMPS(Advanced Mobile Phone System)은 벨 연구소에서 개발된 아날로그 이동 전화 시스템 표준이며, 1983년 미국, 1986년 이스라엘, 1987년 호주에서 공식적으로 발표되었다. AMPS는 1980년대부터 2000년대까지 북미와 다른 지역의 주된 아날로그 이동 전화 시스템이었다. 2008년 2월 18일자로 미국에서 해당 주파수는 더 이상 AMPS를 지원하지 않았고, AT&T와 Verizon 같은 회사는 서비스를 영구적으로 중단하였다. 호주에서는 2000년 9월에 AMPS 서비스가 중단되었다.

## 참고 문헌
1. ↑  Private Line 보관됨 2012-06-10 - 웨이백 머신.
2. ↑  MilestonesPast 보관됨 2011-10-06 - 웨이백 머신.
3. 1 2  “Ten years of GSM in Australia”. 《AMTA》. Australian Mobile Telecommunications Association. 2003. 2008년 7월 20일에 원본 문서에서 보존된 문서. 2008년 8월 16일에 확인함.